# Liste der Senatoren der Freien Stadt Frankfurt 1866
Diese Liste enthält die Senatoren der Freien Stadt Frankfurt im Jahr 1866.

## Senatoren
| Name                                    | Geburtsdatum      | Anmerkung              |
| --------------------------------------- | ----------------- | ---------------------- |
| Carl Constanz Victor Fellner            | 24. Juli 1807     | Älterer Bürgermeister  |
| Joseph Anton Wolfgang Forsboom          | 3. August 1817    | Jüngerer Bürgermeister |
| Philipp Friedrich Gwinner               | 11. Januar 1796   |                        |
| Carl Franz von Schweitzer               | 13. Oktober 1800  |                        |
| Johann Leonhard Reuß                    | 15. März 1798     |                        |
| Johann Jacob Conrad Kloß                | 1. November 1799  |                        |
| Samuel Gottlieb Müller                  | 20. Januar 1802   |                        |
| Georg Christoph Friedrich Siebert       | 18. Mai 1804      |                        |
| Anton Heinrich Emil von Oven            | 1. April 1817     |                        |
| Dr. Johannes August Speltz              | 18. Mai 1823      |                        |
| Franz Jacob Alfred Bernus               | 14. Oktober 1808  |                        |
| Georg Conrad Jäger                      | 15. Dezember 1817 |                        |
| Wilhelm Carl Ludwig Supf                | 28. Mai 1803      |                        |
| Wilhelm Carl Friedrich Textor           | 18. Februar 1806  |                        |
| Johann Georg Schöffer                   | 3. Februar 1821   |                        |
| Johann Eduard Schmidt                   | 10. Mai 1791      |                        |
| Georg Finger                            | 19. Juni 1787     |                        |
| Philipp Jacob Kalb                      | 25. Juni 1805     |                        |
| Daniel Heinrich Mumm von Schwarzenstein | 18. Dezember 1818 |                        |
| Carl Nicolaus Berg                      | 28. März 1826     |                        |